# Фалабелла
Фалабелла — порода лошадей, представители которой являются самыми маленькими лошадьми в мире. Выведена в Аргентине, активная работа над закреплением основных признаков породы велась с конца XIX века до середины XX века. Порода названа в честь семьи Фалабелла, которая посвятила многие годы разведению этой породы на своем ранчо недалеко от Буэнос-Айреса. Порода фалабелла имеет в себе и определённый процент испанской крови (андалузской), поскольку исходный табун, с которого началось выведение породы, был изначально составлен из маленьких испанских лошадей, а также креолло.

## История породы
Идея выведения миниатюрной породы лошадей принадлежала изначально ирландцу Патрику Ньютоллу, который также жил в Аргентине. Именно на основе его табуна, состоявшего из лошадей ростом не более 75 см, на формирование которого он потратил годы, и было начато селекционирование этой породы его зятем Хуаном Фалабелло в 1879 году. Вначале им было проведено скрещивание шетландских пони с лошадками, которых создал Ньютолл. Чтобы сохранить маленький размер пони, выбирали и вводили в селекционную программу наиболее маленьких производителей.

## Описание

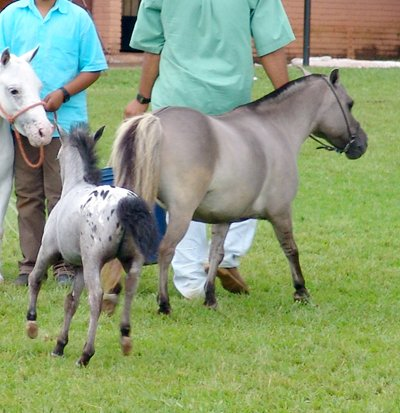

Рост лошадей породы фалабелла от 40 до 75 см. Вес колеблется в пределах 20-60 кг. Масть любая. Сложены пропорционально, изящны. Имеют тонкие ноги и маленькие копыта. Строение тела: достаточно крупная голова, на одно или два ребра меньше, чем у других пород лошадей. Красивые грива и хвост, тонкая кожа. Движения свободные, энергичные. У фалабелл очень добрый характер, они умны, добродушны. Живут необыкновенно долго, часто доживают до сорока лет и более.

## Применение
Исходным замыслом было создание именно маленькой лошадки, а не маленького пони, поэтому тяжело сказать, какую функцию должна была выполнять эта порода, особенно учитывая её небольшой размер и инбридинг. Для верховой езды такие малютки не подходят, сейчас используется в качестве декоративных лошадей и домашних любимцев, легко дрессируются.